# Фіорит
Фіорит (рос. фиорит; англ. fiorite; нім. Fiorit m) — кременистий туф, гейзерит. Натічний опал в кременистих гарячих джерелах Італії, який містить фтор. Колір білий, коричнюватий. Просвічує. Перламутровий відблиск. Аналог гіаліту. За назвою родовища Санта-Фіора, Італія (J.Thomson, 1791). Синоніми: перліт.